# Beta meteoroidi
Beta meteoroidi su čestice međuplanetne prašine primarno pogođene tlakom elektromagnetskog zračenja. Općenito su manje od 1,4 × 10−12 g za čestice gustoće od 2 g/cm3 izvorno u kružnoj orbiti (eliptične orbite dopuštaju nešto masivnije čestice) i izgurane su ka van od Sunca u međuzvjezdani prostor. Mogu predstavljati problem kod mjerenja Sunčeva vjetra, jer im je sastav pun anomalija. Moguće podrijetlo je da Poynting-Robertsonove čestice su dovedene dovoljno blizu Suncu pa im ispari sve osim refraktornih elemenata, koji su potom otpuhani kao ß-meteoroidi. Za beta meteoroide, koji su vrlo sitne čestice, važi da njima više vlada tlak elektromagnetskog zračenja nego gravitacija. Teško ih je otkriti, jer su vrlo male mase. Prema mjerenjima s Pioneera 8 i 9, te Heliosa 1 skupina autora je procijenila da im je kumulativni tok F(m) (čestični tok veći od dane mase) kao km-0,89 m-2s-1, gdje je k = 1,41 x 10-17 i m je u gramima. S obzirom na to da su beta-čestice veće u odnosu na čestice Sunčeva vjetra, potrebno je uzeti u razmatranje tok F(m) takvih čestica na kolektor i sprovesti odnosno raščlambu radi mjerenja efekata kontaminacijskih efekata zbog takvih čestica.